# Bruce Swedien
Bruce Frederick Swedien (ur. 19 kwietnia 1934 w Minneapolis, zm. 16 listopada 2020 w Gainesville) – amerykański realizator dźwięku i producent muzyczny pochodzenia szwedzkiego. Jest szczególnie znany ze swojej współpracy z Michaelem Jacksonem i Quincym Jonesem.
Swedien był wychowankiem Billa Putnama seniora, który w latach 50. XX wieku budował najbardziej znane studia nagraniowe w USA. Swoją muzyczną karierę rozpoczął jako asystent przy sesjach Franka Sinatry w studiach Universal Recordings w Chicago. Przez ponad pięćdziesiąt lat swojej kariery, nagrał całą czołówkę amerykańskiej muzyki rozrywkowej.
Jest pięciokrotnym zdobywcą nagrody Grammy; był również do niej 13 razy nominowany. Nagrał i zmiksował najlepiej sprzedający się album wszech czasów, Thriller Michaela Jacksona.
Wśród nagrań jego autorstwa znajdujemy płyty takich artystów, jak:
- jazz: Count Basie, Duke Ellington, Dizzy Gillespie, Lionel Hampton, Quincy Jones, Oscar Peterson, Herbie Hancock
- pop: Michael Jackson, Natalie Cole, Roberta Flack, Mick Jagger, Jennifer Lopez, Paul McCartney, Diana Ross, Chaka Khan, Barbra Streisand, Donna Summer, Sarah Vaughan

Realizował również nagrania muzyki filmowej, m.in. do filmów:
- Kolor purpury
- Nocna zmiana
- Potęga strachu

10 listopada 2001 roku został doktorem honoris causa Luleå University of Technology w uznaniu osiągnięć w realizacji dźwięku.